# 鳴門卷

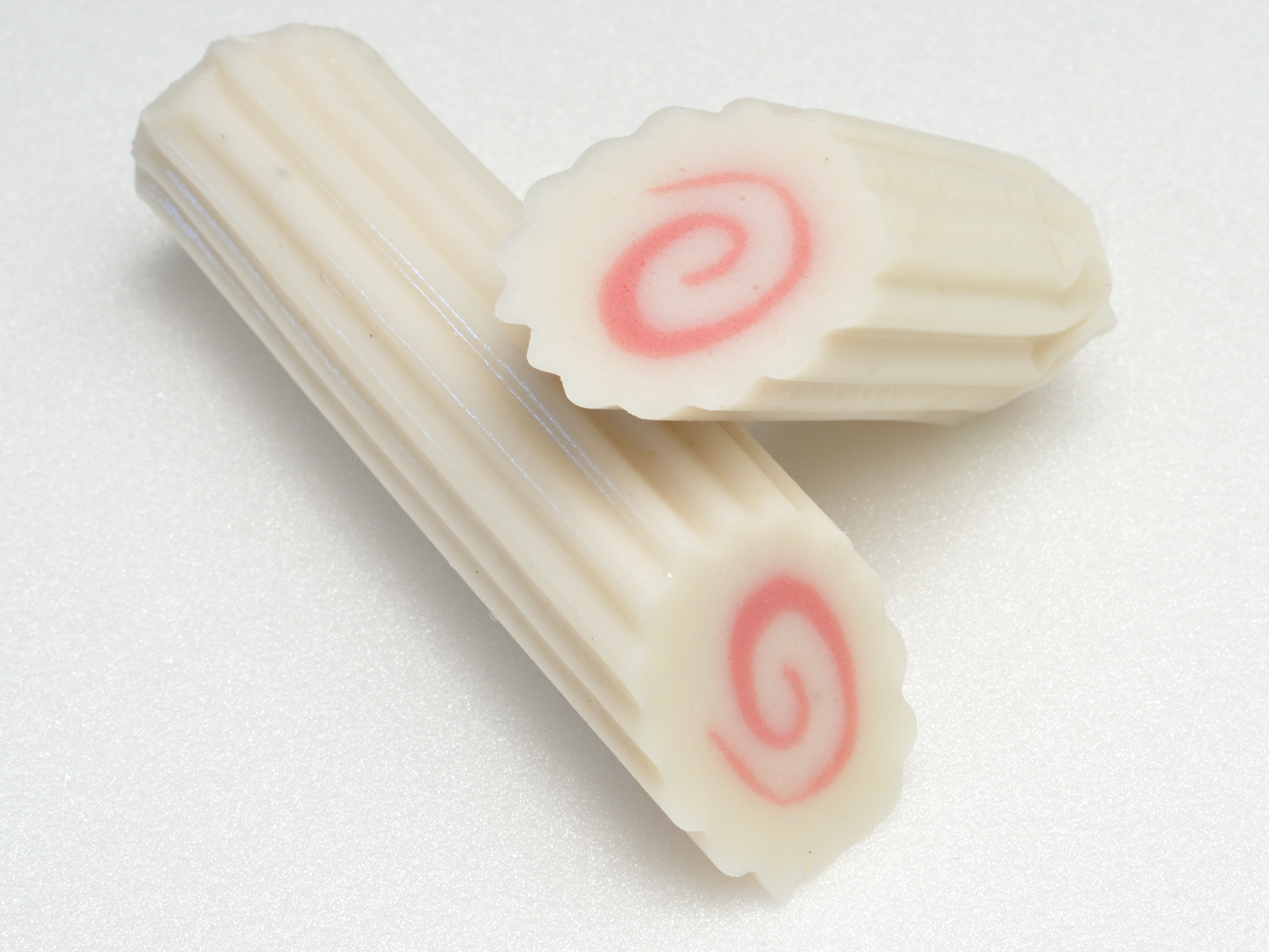
鳴門卷

鳴門卷（日语：／ Narutomaki），日本常見的裝飾型食物，常出現在日本拉面中。蒲鉾（魚板）的一種。
因花紋成漩渦狀，令人聯想日本著名景觀鳴門漩渦，因而得名「鳴門卷」。

## 製法
用魚漿做成薄片，在薄片上方那一面染上粉红色後卷起来，四周用花刀削过，将这个鱼卷切成片后就好像一个个上面画着红色螺旋的齒輪形状。

## 食品起源
起源於江戶時代，為五色卷之一的赤卷。

## 資料來源
1. ↑  . www.uzunomichi.jp.   [2025-02-07].
2. 1 2  鳴門卷 珍鮮堂[永久]